# 죽련방
죽련방(竹聯幇, 영어: Bamboo Union, United Bamboo Gang, UBG)은 중화민국 지역에서 활동하는 조폭이다.

## 역사
죽련방 결성은 두 가지 설이 있다.
1949년설은 장제스(蔣介石)의 국민당은 국공(國共)내전에서 마오쩌둥(毛澤東)에 패배해 대만으로 밀려났는데, 장제스와 함께 중국 대륙에서 넘어온 외성인(外省人) 출신의 청년들 위주로 결성되었다는 설이다.
1955년설은 대만의 중허구(中和)와 융허구(永和) 두 지방에 살던 중학생들에 의해 조직되었다는 설이다. 두 지역은 중국 대륙에서 건너온 국민당 군병(軍兵)들이 정착한 곳으로 당시에는 상당히 빈곤한 지역이었다. 결성될 때 대나무 밭에서 자주 싸움을 했다고 해서 죽련방이라는 이름이 되었다고 한다. 두가지 설 다 결성 시점의 차이는 있지만, 장제스의 국민당 병사들이 살던 지역에서, 어린 청년들에 의해 결성되었다는 것은 동일하다.
2004년 8월 30일, 합동수사부는 서울 동대문구 장안동을 거점으로 주변 유흥업소들로부터 금품을 뜯어내고 이권에 개입한 혐의로 ‘장안파’ 두목 박모씨(43) 등 25명을 구속기소하고 같은 혐의로 행동대장 이모씨(40) 등 10명을 불구속 기소했다. 합동수사부는 장안파가 대만, 홍콩, 미국 등을 거점으로 활동하는 조직원 1만명 규모의 대만 최대 폭력조직 ‘죽련방(竹聯幇)’과 1997년부터 단합대회를 하면서 정기적으로 교류한 것으로 보고 수사를 확대하고 있다.
2007년 10월 4일, 죽련방 두목 천치리가 64세로 사망했다. 장례식에 참석한 사람이 30만명을 넘었다.
한국 경찰의 죽련방 연계 필로폰 밀반입 적발 실적은 2017년 1 kg에서 2018년 161 kg으로 급증했다.
2018년 10월, 한국 경찰은 동시에 300만명이 투약할 수 있는 필로폰 90 kg(시가 3000억원 상당)을 압수했다. 이번 필로폰 유통에 대만 폭력조직 '죽련방'과 일본 3대 야쿠자인 이나가와카이가 개입된 것으로 보고 있다.

## 버닝썬
빅뱅의 일원이었던 승리가 운영하는 서울시 강남구 논현동 나이트 클럽 버닝썬이 이슈가 되었다.
2018년 11월 24일 김상교씨(29세)가 버닝썬 직원에게 폭행당해 경찰에 신고했는데 경찰이 오히려 김상교씨를 추가 폭행했다면서 억울하다면서 이 문제를 공론화하였다. 이 사건이 점차 언론에 보도되더니 버닝썬의 마약 문제까지 보도되었고, 그러자 버닝썬의 마약 공급책인 중국인 여성 '애나'가 보도되었다. 참조하기로 죽련방이 한국 마약시장에 영향을 주고 있다고 보도되었다.

## 같이 보기
- 삼합회
- 청방
- 와칭(華青/화청, en:Wah Ching)
- 홍문
- 흑사회
- 조직범죄
- 러시안 마피아
- 야쿠자